# Centre nautique de Schiltigheim
Le centre nautique de Schiltigheim, également appelé piscine de Schiltigheim, est un complexe aquatique situé à Schiltigheim, dans la banlieue nord de Strasbourg, en France. Il est géré par Strasbourg Eurométropole.
Ce centre nautique d'une capacité maximale de 2 200 places a accueilli les Championnats d'Europe de natation de 1987, la Coupe d'Europe de Plongeon de 1995 et les Championnats de France de natation de 2011. C'est le seul établissement en France à ce jour qui dispose à la fois d'installations de Plongeon de 1 m à 10 m, couvertes, aux normes de compétitions et sur fosse indépendante. C'est aussi pourquoi le centre nautique de Schiltigheim accueille très régulièrement l'hiver ou l'été les Championnats de France de plongeon des Jeunes et les Championnats de France de plongeon Élite.

## Présentation
Ce complexe comporte un bassin olympique (50 m×21 m), un petit bassin d'initiation et une fosse à plongeon avec des tremplins de 1 m et 3 m ainsi que trois plates-formes de 5 m, 7,5 m et 10 m. Il dispose également d'un tank à ramer de 8 places, d'un dojo et d'une salle de billard.
Le complexe propose diverses activités comme l'aquagym, l'aquajogging, des cours pour lutter contre l'aquaphobie et des cours collectifs d'apprentissage de la natation pour les enfants.

Outre des championnats de natation et de plongeon d'envergure nationale et internationale, la piscine de Schiltigheim a également accueilli en 2013 l'émission de TF1, Splash : le grand plongeon.